# Terre Neuve (film)
Pour les articles homonymes, voir Terre-Neuve (homonymie).
Pour plus de détails, voir Fiche technique et Distribution.
Terre Neuve (The Shipping News), ou Nœuds et dénouements au Québec, est un film américain réalisé par Lasse Hallström, sorti en 2001. 
Le film est adapté du roman d'Annie Proulx, Nœuds et Dénouement, pour lequel elle reçut le Prix Pulitzer de la Fiction en 1994.

## Synopsis
Après la mort de sa femme, Quoyle et sa fille Bunny sont emmenés par sa tante Agnis à Terre Neuve, au Canada, ancien fief de la famille Quoyle, dans une maison branlante située au bord d'une falaise. 
Devenu reporter pour la gazette locale The Gammy Bird, Quoyle va plonger dans la sombre histoire de sa propre famille.

## Fiche technique
- Titre : Terre Neuve
- Titre original : The Shipping News
- Titre québécois : Nœuds et dénouements
- Réalisateur : Lasse Hallström
- Scénario : Robert Nelson Jacobs d'après le roman Nœuds et Dénouement d'Annie Proulx
- Photographie : Oliver Stapleton
- Montage : Andrew Mondshein
- Musique : Christopher Young
- Décors : David Gropman et Karen Schulz Gropman
- Costumes : Renee Ehrlich Kalfus
- Producteurs : Rob Cowan, Linda Goldstein Knowlton, Leslie Holleran, Diana Pokorny, Meryl Poster, Bob Weinstein, Harvey Weinstein et Irwin Winkler
- Société de production : Miramax Films
- Société de distribution : Miramax Films (USA), Gaumont Buena Vista International (France), Buena Vista International (Royaume-Uni)
- Budget : 38 000 000 $[1]
- Pays de production :  États-Unis,  Canada
- Langue originale : anglais
- Format : Couleurs - 2,35:1 - DTS - 35 mm[2]
- Genre : Film dramatique
- Durée : 111 minutes
- Lieux de tournage : Terre-Neuve-et-Labrador, Nouvelle-Écosse ( Canada)
- Dates de sortie :
  - Canada : 18 décembre 2001 (première mondiale), 25 décembre 2001 (sortie nationale)
  - États-Unis : 25 décembre 2001 (sortie limitée), 11 janvier 2002 (sortie nationale)
  - France : 27 février 2002
  - Belgique : 13 mars 2002

## Distribution
- Kevin Spacey (VF : Bernard Métraux ; VQ Pierre Auger) : Quoyle
- Julianne Moore (VF : Tania Torrens ; VQ : Élise Bertrand) : Wavey Prowse
- Judi Dench (VF : Paule Emmanuelle ; VQ : Élizabeth Chouvalidzé) : Agnis Hamm
- Cate Blanchett (VF : Laure Sabardin ; VQ : Lisette Dufour) : Petal
- Pete Postlethwaite (VF : Gérard Rinaldi ; VQ : Éric Gaudry) : Tert Card
- Scott Glenn (VF : Saïd Amadis ; VQ : Hubert Fielden) : Jack Buggit
- Rhys Ifans (VF : Philippe Dumond ; VQ : François Sasseville) : Beaufield Nutbeem
- Gordon Pinsent (VF : Max André ; VQ : André Montmorency) : Billy Pretty
- Jason Behr (VF : Cédric Dumond) : Dennis Buggit
- Larry Pine (VF : Georges Claisse) : Bayonet Melville
- Jeanetta Arnette : Silver Melville
- Katherine Moennig : Grace Moosup

## Autour du film
- Cap Quoyle, où est située la maison de la famille, est un lieu imaginaire de la côte de Terre Neuve.
- Le film a été tourné intégralement au Canada[3], selon les souhaits de l'auteur, qui n'accorda les droits d'adaptation qu'à la condition où le film soit tourné à Terre Neuve[4].
- John Travolta et Billy Bob Thornton ont été approchés pour interpréter le rôle de Quoyle, finalement attribué à Kevin Spacey, alors récent vainqueur d'un Oscar du meilleur acteur (2000)[4].

### Réception critique et publique
Certains critiques ont estimé que les trois thèmes importants du roman n'ont pas été pleinement approfondis dans le film : 
- l'apprentissage de l'amour peut être pour Quoyle plus bienfaisant que douloureux ;
- l'évolution de Quoyle, passant d'un incompétent maladroit à un gestionnaire compétent ;
- l'apprentissage de la mort de sa fille Bunny.

De plus, un certain nombre de thèmes du livre, tels que les allégations d'inceste évoquées dans le journal, ont été atténuées de manière significative dans le scénario.
Le film a rapporté 24 690 441 $ au niveau mondial, pour un budget de 38 000 000 $.
Le critique Roger Ebert du Chicago Sun-Times a écrit :

« Un ami m'a mis entre les mains un exemplaire du roman d'E. Annie Proulx. Cela ne peut être mauvais. Il a gagné le Prix Pulitzer. Ce doit être un livre merveilleux. Le film est coloré et mignon, jusqu'à ce que vous vous demandiez si les personnages restant inventent des dialogues décalés et pensent à un comportement étrange qu'ils puissent cultiver. »

— Roger Ebert, Chicago Sun-Times, le 25 décembre 2000
Christian Jauberty, du magazine Première, a écrit :

« Autour de vagues enjeux dramatiques, la tension ne décolle jamais vraiment. (...) La réalisation se fait hésitante dans les rares scènes où l'action prend le pas sur les dialogues. Il y a pourtant de beaux acteurs au travail (...). »

— Christian Jauberty, Première

### Bande originale
La musique originale a été composée par Christopher Young, qui fut nommé aux Critics Choice Awards et aux Golden Globes.
1. Shipping News
2. The Gammy Bird
3. Weather Rhymes
4. Killick-Claw Harbor
5. Deep Water Down
6. The Dutsi Jig
7. One Kite Better
8. Seal Flipper Pie
9. Strictly Fishwrap
10. Mooncussers
11. Alwyn Spires
12. Asleep With The Angels
13. Death Storm
14. Botterjacht
15. Dog On Fire
16. Sail On

Ces titres ne figurent pas sur la bande originale en vente :
1. Shipping News, écrite par Muddy Waters et interprétée par The Smokin' Joe Kubek Band
2. Jessica, écrite par Dickey Betts et interprétée par The Allman Brothers Band
3. Goin' Up, écrite par Alan Doyle et interprétée par Great Big Sea
4. Bad As I Am, écrite par Bob Hallett et Sean McCann et interprétée par Great Big Sea
5. Billy Peddle, écrite par Sean McCann, Alan Doyle, Bob Hallett et Darrell Power et interprétée par Great Big Sea
6. What's Your Name, écrite par Gary Rossington et Ronnie Van Zant et interprétée par Lynyrd Skynyrd
7. I'se The B'y, interprétée par The Split Peas
8. The Jolly Butcher, écrite par Sean McCann, Alan Doyle, Bob Hallett et Darrell Power et interprétée par Great Big Sea

## Récompenses et distinctions

### Récompenses
- 2001 : National Board of Review de la meilleure actrice dans un rôle secondaire (Cate Blanchett)[8]
- 2002 : Florida Film Critics Circle Awards de la meilleure actrice dans un rôle secondaire (Cate Blanchett)[9]

### Nominations
- 2002 : Nommé aux British Academy Film Award du meilleur acteur dans un rôle principal (Kevin Spacey) et British Academy Film Award de la meilleure actrice dans un rôle secondaire (Judi Dench)
- 2002 : Sélectionné à l'Ours d'or à la Berlinale (Lasse Hallström)
- 2002 : Nommé aux Critics Choice Award de la meilleure musique de film (Christopher Young) et Critics Choice Award du meilleur film
- 2002 : Nommé aux Golden Globe de la meilleure musique de film (Christopher Young) ; Golden Globe du meilleur acteur dans un film dramatique (Kevin Spacey)
- 2002 : Nommé au Screen Actors Guild Awards de la meilleure actrice dans un rôle secondaire (Judi Dench)
- 2002 : USC Scripter Award du meilleur scénario (Robert Nelson Jacobs et Annie Proulx)
- 2002 : Art Directors Guild de l'excellence dans la production des décors (David Gropman, Karen Schulz Gropman et Peter Rogness)